# Adam Lamberg
Pour les articles homonymes, voir Lamberg.
Adam Lamberg, né le 14 septembre 1984 à New York, est un acteur américain. Il est surtout connu pour son rôle de David Gordon dans la série Lizzie McGuire, diffusée sur Disney Channel.

## Biographie
Adam Matthew Lamberg est né le 14 septembre 1984 à New York. D'un père franco-américain et d'une mère irlandaise, Adam a grandi aux côtés de sa mère à la suite du divorce de ses parents. Il suit une école prestigieuse de théâtre[Laquelle ?]. Il se fait repérer en 1996 par Stewie Goodman et joue dans son film Radiant City, mais ce qui va faire son succès est la série télévisée Lizzie McGuire, où il joue aux côtés de son amie Hilary Duff. Le 20 Novembre 2019 il est officiellement annoncé au casting du reboot de Lizzie McGuire prévu pour 2020 sur la plateforme Disney+.

## Filmographie
| Year             | Title                                               | Role                        | Notes                |
| ---------------- | --------------------------------------------------- | --------------------------- | -------------------- |
| 1996             | Radiant City                                        | Stewie Goodman              | Téléfilm             |
| 1996             | Lonesome Dove : Les Jeunes Années (Dead Man's Walk) | Willy Carey                 | mini-série télévisée |
| 1996             | I'm Not Rappaport                                   | Spiderman Kid               | Apparition           |
| 1998             | The Day Lincoln Was Shot                            | Thomas "Tad" Lincoln        | Téléfilm             |
| 2001             | The Pirates of Central Park                         | Mike Bromback               | Rôle Principal       |
| 2001             | Lonesome (film)                                     | Jason Randolph              | Rôle Principal       |
| 2001             | Max Keeble's Big Move                               | Eighth Grader #3 on Bike    | Apparition           |
| 2001–2004, 2020- | Lizzie McGuire                                      | David Zephyr "Gordo" Gordon | Rôle Principal       |
| 2003             | Lizzie McGuire, le film                             | David Zephyr "Gordo" Gordon | Rôle Principal       |
| 2005             | When Do We Eat?                                     | Lionel                      | Rôle Principal       |
| 2008             | Beautiful Loser                                     | Reggie (teenage)            | Rôle Principal       |